# Mircea T. Bădulescu
Mircea T. Bădulescu (n. 1 noiembrie 1917, Buzău, România – d. 19 iunie 1967, Nucet, Dâmbovița, România) a fost unul dintre aviatorii militari români de elită din al Doilea Război Mondial.

## Copilăria și studiile
Mircea T. Bădulescu s-a născut la 1 noiembrie 1917, în orașul Buzău. A urmat Școala primară de băieți nr. 2, actuala Școală Gimnazială „Căpitan Aviator Mircea T. Bădulescu” (1924-1929) din orașul natal și Liceul „B.P Hasdeu” (1930-1938). La 1 septembrie 1939, în urma unui examen fizic și teoretic, a intrat în Școala Militară de Ofițeri de Aviație Regele Carol al II-lea de la Cotroceni-București. La 10 mai 1941 a fost înălțat la gradul de sublocotenent aviator.Timp de zece ani este ofițer aviator, fiind, succesiv, avansat la gradele de locotenent (23 martie 1944) și căpitan (11 februarie 1949), grad cu care va fi trecut în rezervă la 20 octombrie 1951.

## Aviator militar
După ce a urmat o pregătire în zbor la Ghimbav-Brașov, la data de 10 noiembrie 1941, a fost brevetat pilot de observație pe avionul I.A.R. 38, fiind declarat apt de a executa misiuni de război. La 23 august 1942 a primit botezul focului ca pilot pe un avion IAR 37, în bătălia de la Stalingrad. A executat 78 de misiuni de observație și mai ales de bombardament. La 6 iunie 1943 a fost brevetat pilot pe avionul J.U. 87-STUKAS de bombardament în picaj, conform procesului verbal nr. 13. Cu acest avion, slt. av. (de la 23 martie 1944, lt. av.) Mircea T. Bădulescu a executat misiuni în calitate de comandant de patrulă, iar după 23 august 1944, de comandant de escadrilă.   

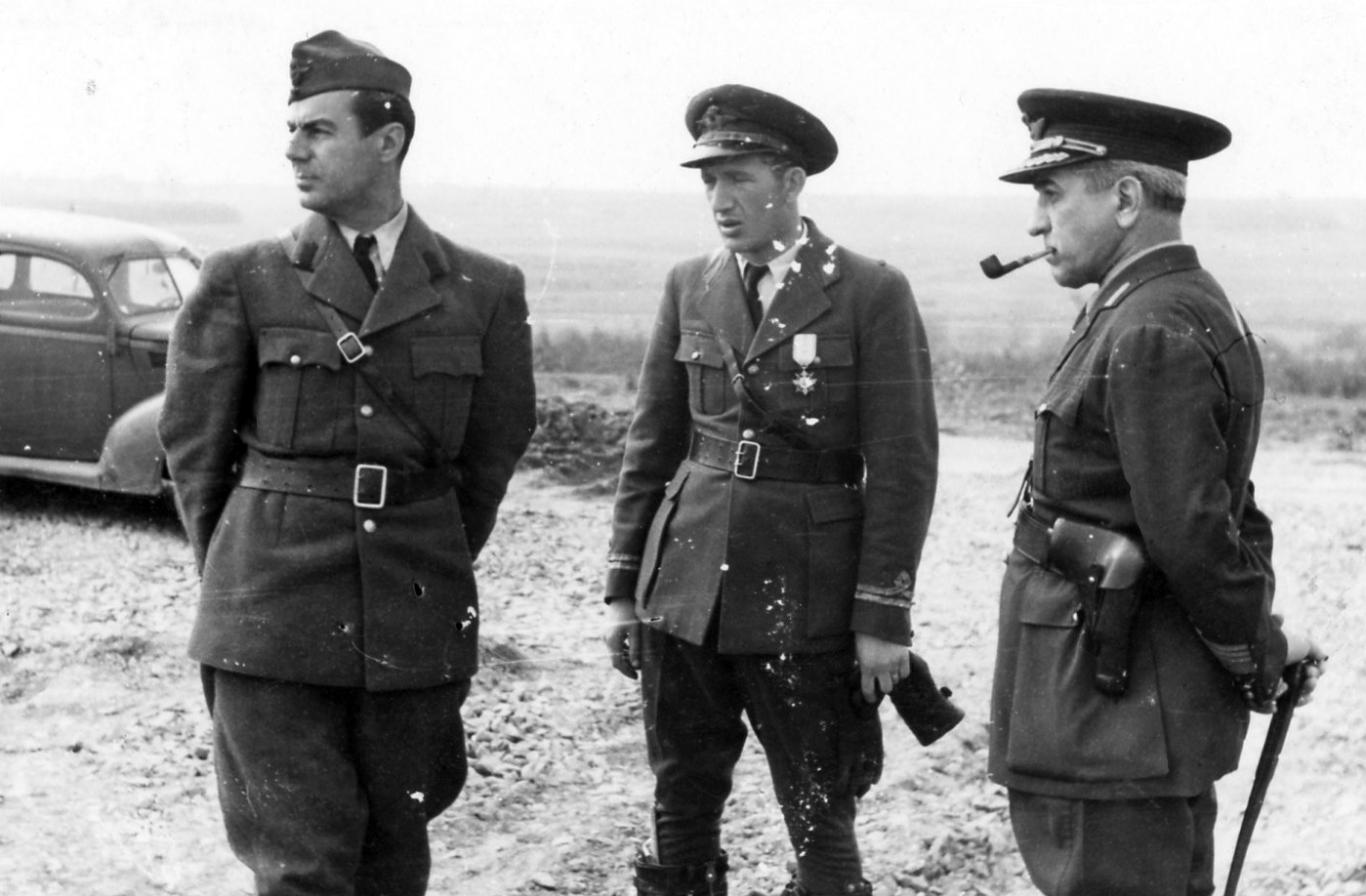
Cpt. Aviator. Rez Constantin (Bâzu) Cantacuzino, lt. av. Mircea T. Bădulescu, gl. de escadră Traian Burduloiu, comandantul Corpului 1 Aerian Român (de la stânga la dreapta) pe frontul de vest, Lucenec (Slovacia) aprilie 1945.

A executat circa 230 de misiuni de bombardament în picaj. În ziua de 29 august 1944 a executat 3 misiuni de bombardament și atac la sol contra convoaielor germane de pe Dunăre, distrugând două bacuri și avariind un al treilea. La 12 septembrie 1944, fiind incendiat pe când se întorcea din misiune, a aterizat forțat, reușind să-și salveze echipajul. În perioada 22 septembrie–10 octombrie 1944 și în ziua de 15 octombrie 1944, luptând în Transilvania, a atacat tancurile inamice, distrugând două tancuri la cota 443. Între 20–25 decembrie 1944 a bombardat gările și trenurile din Filakowo-Lucenec-Poltar. 
Locotenentul aviator Mircea T. Bădulescu a plecat voluntar în 13 ianuarie 1945 în fruntea a șapte avioane STUKAS pentru bombardarea podului principal de la Budapesta, lovind cu precizie obiectivul ordonat. Revista Sburatorii Romaniei nr. 1 din februarie-martie 1945 dedica ample relatări elogioase piloților români conduși de locotenentul Mircea T. Bădulescu și aprecia misiunea de sacrificiu de la Budapesta drept „cea mai frumoasă faptă a războiului nostru aerian” în al Doilea Război Mondial. Activitatea lui din timpul războiului îl plasează printre așii Aviației Regale Române, ceea ce explică decorarea lui cu cel mai mare ordin aeronautic, Virtutea Aeronautică, clasa comandor, ordin pe care l-au mai primit doar doi aviatori piloți de vânătoare: cpt. av. rez. Constantin Bâzu Cantacuzino și adj. av. Ion Mucenica. Regele Mihai l-a decorat cu Ordinul „Mihai Viteazul” cu spade. Ioan Eftimopol, comandantul Grupului 8 Asalt Picaj îl aprecia, în nota asociată decorării, pentru „curaj, abnegație și spirit de sacrificiu [...], temerar, dotat cu alese calități ostășești, [...] exemplu sublim de jertfă, de bravură”, iar Anton Mărășescu, comandantul Aviației de Vânătoare, îl lăuda "...prin calitățile sale a adus un mare aport la ridicarea gloriei Aviației Române".
După război a îndeplinit funcții de comandă și instruire (instructor de zbor) în mai multe garnizoane: Brașov, Buzău, Focșani (1945-1951). Regimul comunist îl trece în rezervă, în anul 1951, cu gradul de căpitan aviator. Mircea T. Bădulescu este nevoit, după multe peregrinări în căutarea unui loc de muncă, să se angajeze ca muncitor agricol. Urmează cursurile Facultății de Economie Agrară la I.S.E.P. (A.S.E.), ajungând în posturi de conducere la Trustul GOSTAT  al Direcției Agricole a Județului Prahova (1955-1967) .
La 19 iunie 1967 Mircea T. Bădulescu a murit într-un accident rutier. Fiind într-o deplasare de serviciu în comuna Nucet (Dâmbovița), împreună cu alți patru colegi și cu șoferul Trustului GOSTAT Ploiești, autoturismul I.M.S. în care se aflau a fost lovit de tren la un pasaj de trecere la nivel cu calea ferată, fără barieră.

## Decorații
Pentru activitatea de pe front, căpitanul aviator Mircea T. Bădulescu a fost, printre altele, decorat cu următoarele ordine importante:
- Ordinul Mihai Viteazul cu spade clasa a III-a
- Virtutea aeronautică clasa Comandor
- Virtutea aeronautică clasa Crucea de aur cu 2 berete
- Virtutea aeronautică clasa Cavaler cu 2 berete
- Crucea de fier clasa I-a și clasa a II-a;
- Coroana României, clasele a IV-a și a V-a
- Steaua României clasa a V-a

## Memoria
Ample acțiuni comemorative pentru cinstirea eroului aviator Mircea T. Bădulescu au loc după 1990, deși figura acestuia și faptele de arme sunt evocate în lucrări de istoriografie militară încă din anul 1966. Începând cu anul 1995, Revista de Istorie Militară organizează reuniunile anuale cu participarea foștilor camarazi de front și a membrilor familiei celui omagiat. Comisia Română de Istorie Militară a inițiat elaborarea monografiei Destinul unui zburător – Cpt. Av. Mircea T. Bădulescu, scrisă de comandor av.(r) prof. dr. Aurel Pentelescu, care a apărut în anul 2002, la 85 de ani de la nașterea lui Bădulescu.

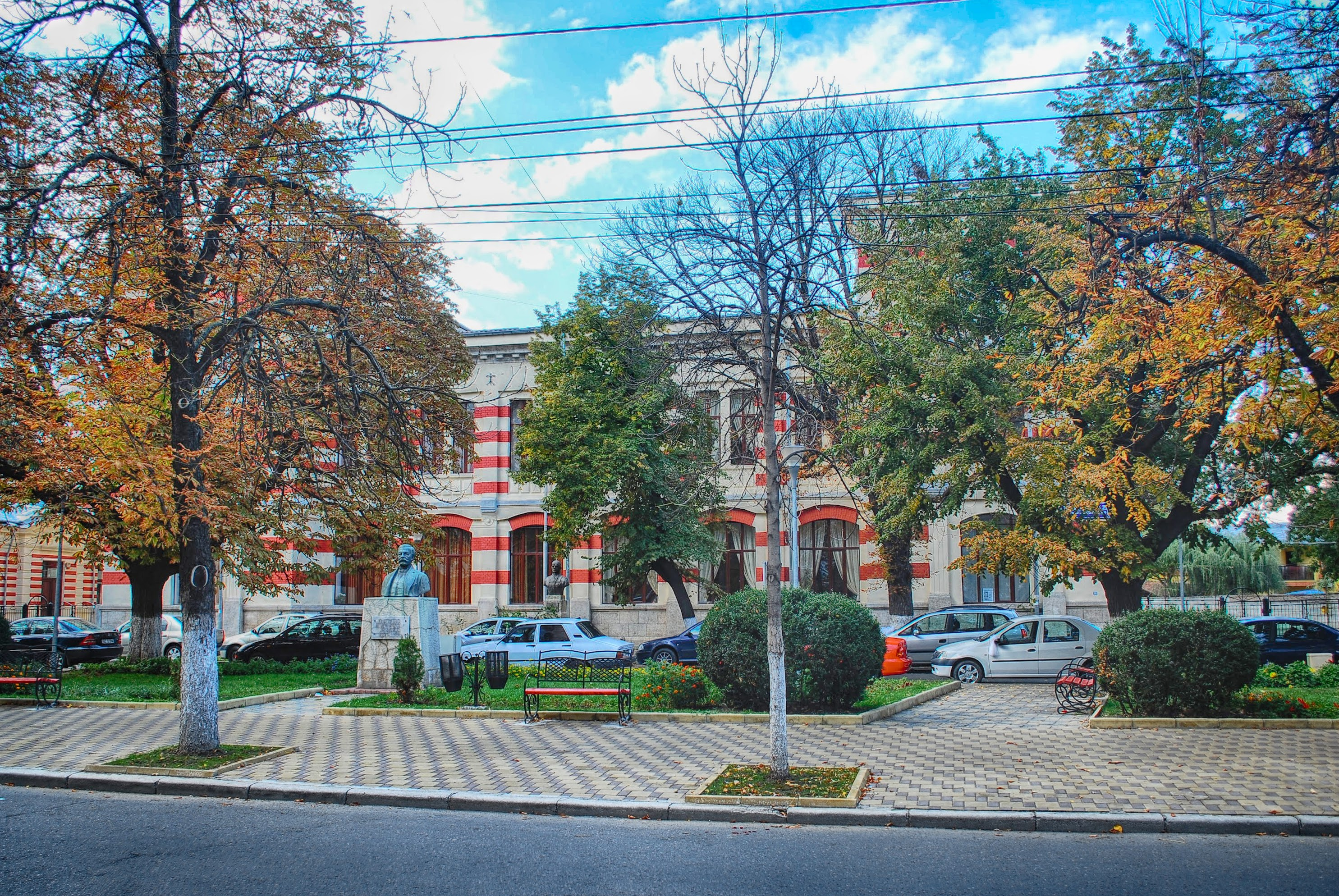
Școala generală „Mircea T. Bădulescu” din Buzău. Bustul lui Mircea Bădulescu este chiar lângă clădire, în spatele celui de lângă stradă, care îl înfățișează pe primarul Nicu Constantinescu

Școala gimnazială nr. 1 din Buzău, al cărei elev a fost Mircea T. Bădulescu, a primit numele acestuia, iar în fața școlii este amplasat grupul statuar al eroului aviator. 

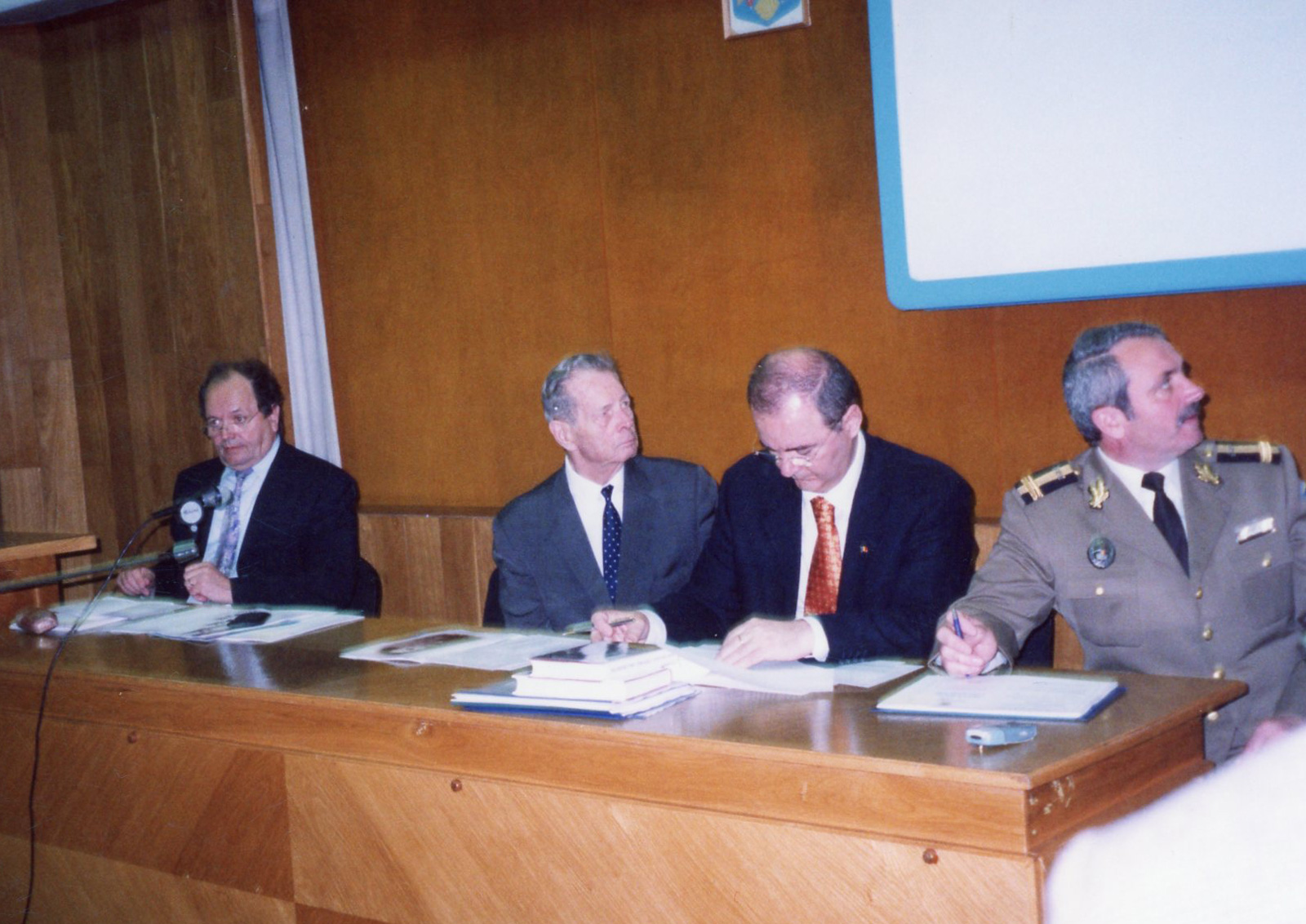
Regele Mihai la simpozionul cu tema „Aviația Regală Română la eliberarea Budapestei” de la Muzeul Militar (2005)

La 60 de ani după misiunile de la Budapesta, în martie 2005, la Muzeul Național de Istorie Militară „Regele Ferdinand I”, regele Mihai a participat la Simpozionul „Aviația Regală Română la eliberarea Budapestei”.
Comemorarea a 100 ani de la nașterea lui Mircea T. Bădulescu și a 150 de ani de existență a școlii care îi poartă numele a avut loc în zilele de 2 și 3 noiembrie 2017 la Școala Buzău, respectiv la Școala de Aplicație pentru Forțele Aeriene de la Boboc. Activitățile, la care au transmis mesaje Președintele României, Primul Ministru, Casa Regală, miniștri, academicieni, BOR, s-au bucurat de prezența unor importante personalități: parlamentari, înalte oficialități locale și un mare număr de veterani, militari și elevi. Cu acest prilej eroului aviator Mircea T. Bădulescu i s-a conferit, post mortem, titlul de cetățean de onoare al municipiului Buzău și totodată, o stradă a primit numele acestuia. De asemenea, a fost lansată cartea ”Destinul unui zburător - Cpt. Av. Mircea T. Bădulescu”, ediție revizuită și adăugită, ediție Centenar, autor prof. dr. Aurel Pentelescu, în care apare și regele Mihai. Piloții Școlii Boboc au oferit o demonstrație de acrobații aviatice pe diverse tipuri de aparate de zbor. 
Prin Ordinul ministrului Apărării Naționale din 19 iulie 2018 o unitate din cadrul Ministerului Apărării Naționale a primit numele „Cpt. Av. Mircea T. Bădulescu”.
Cu prilejul Centenarului Marii Uniri, Primăria Buzău a realizat calendare și agende pentru fiecare clasă de școală din municipiu, reprezentând mari personalități buzoiene, unde alături de Alexandru Marghiloman și Pamfil Șeicaru stă și căpitanul aviator Mircea T. Bădulescu.
Prin Hotărârea numărul 303 din data de 26.10.2017 a Consiliului Local al Municipiului Buzău, lui Mircea T. Bădulescu i s-a conferit titlul, post mortem, de cetățean de onoare al Buzăului. I s-a conferit post mortem și titlul de cetățean de onoare al municipiului Ploiești, în data de 27 februarie 2019 (prin hotărârea numărul 27 a Consiliului Local al Municipiului Ploiești).